# Svein Tuft
Sven Tuft (Langley, Colúmbia Britânica, 9 de maio de 1977) é um ciclista canadiano que foi profissional entre 2002 e 2019.

## Biografia
Passou ao profissionalismo em 2001 de mão da equipa estado-unidense Mercury. Entre 2005 e 2008 competiu para a equipa canadiana Symmetrics Cycling Team, e teve destacadas atuações sendo o campeão do UCI America Tour de 2007, Campeão Pan-Americano contrarrelógio (2008) e nesse mesmo ano foi vicecampeão do mundo na mesma especialidade.
Em 2009 alinhou para a equipa Garmin-Slipstream onde esteve até à temporada de 2010. Para a temporada de 2011 uniu-se ao projeto da equipa australiana Pegasus Sports. Depois da negativa da UCI de conceder à equipa a licença UCI ProTour e depois licencia-a Continental Profissional, voltou a alinhar por uma equipa de seu país, o SpiderTech powered by C10.
Os principais triunfos da equipa foram através de Tuft, como as 2 etapas do Tour de Beauce e o Grande Prêmio da Villa de Zottegem. Ademais coroou-se pela sétima vez campeão do Canadá Contrarrelógio e pela primeira vez campeão de Estrada.
Em 2012 uniu-se a outro projeto australiano, o Orica-GreenEDGE que o confirmou fazendo parte de seu elenco.
Em 9 de maio de 2014 o Orica-GreenEDGE venceu a 1.ª etapa do Giro d'Italia e converteu-se no primeiro líder da corrida no dia de seu aniversário.
Em agosto de 2019 anunciou a sua retirada como ciclista profissional ao finalizar a temporada.

## Palmarés
| - 2001 - 1 etapa do Tour de Beauce - 2.º no Campeonato do Canadá Contrarrelógio - 2002 - 3.º no Campeonato do Canadá Contrarrelógio - 2003 - 2.º no Campeonato do Canadá Contrarrelógio - 2004 - Campeonato do Canadá Contrarrelógio - 2.º no Campeonato do Canadá em Estrada - 2005 - Campeonato do Canadá Contrarrelógio - 2006 - 1 etapa da Volta a El Salvador - Campeonato do Canadá Contrarrelógio - 2.º no Campeonato do Canadá em Estrada - 1 etapa da Volta a Chihuahua - 2007 - Volta Ciclista a Cuba, mais 1 etapa - 1 etapa do Redlands Bicycle Classic - U.S. Cycling Open - 2.º no Campeonato do Canadá Contrarrelógio - UCI America Tour - 2008 - Campeão Pan-Americano Contrarrelógio - Campeonato do Canadá Contrarrelógio - 2.º em Campeonato Mundial Contrarrelógio - 2.º no UCI America Tour - Tour de Beauce, mais 1 etapa - 2009 - Campeonato do Canadá Contrarrelógio | - 2010 - Campeonato do Canadá Contrarrelógio - 1 etapa da Volta à Dinamarca - 1 etapa do Eneco Tour - 2011 - 2 etapas do Tour de Beauce - Campeonato do Canadá Contrarrelógio - Campeonato do Canadá em Estrada - Grande Prêmio da Villa de Zottegem - 2012 - 1 etapa do Tour de Beauce - Campeonato do Canadá Contrarrelógio - 1 etapa do Eneco Tour - Duo Normando (junto a Luke Durbridge) - 2013 - 1 etapa do Tour de San Luis - 1 etapa do Volta à Eslovénia - Duo Normando (junto a Luke Durbridge) - 2014 - Campeonato do Canadá Contrarrelógio - Campeonato do Canadá em Estrada - 2016 - 3.º no Campeonato do Canadá Contrarrelógio - Duo Normando (junto a Luke Durbridge) - 2017 - Campeonato do Canadá Contrarrelógio - 2018 - Campeonato do Canadá Contrarrelógio - 2019 - 2.º no Campeonato do Canadá Contrarrelógio |

## Resultados em Grandes Voltas e Campeonatos do Mundo
| Corrida                | Corrida                | 2002 | 2003 | 2004 | 2005 | 2006 | 2007 | 2008 | 2009 | 2010  | 2011  | 2012  | 2013  | 2014  | 2015  | 2016  | 2017  | 2018  | 2019 |
| ---------------------- | ---------------------- | ---- | ---- | ---- | ---- | ---- | ---- | ---- | ---- | ----- | ----- | ----- | ----- | ----- | ----- | ----- | ----- | ----- | ---- |
|                        | Giro d'Italia          | —    | —    | —    | —    | —    | —    | —    | —    | 125.º | —     | 148.º | 154.º | 155.º | —     | 146.º | 142.º | 147.º | —    |
|                        | Tour de France         | —    | —    | —    | —    | —    | —    | —    | —    | —     | —     | —     | 169.º | 131.º | 159.º | —     | —     | —     | —    |
|                        | Volta a Espanha        | —    | —    | —    | —    | —    | —    | —    | Ab.  | —     | —     | —     | —     | —     | —     | 158.º | Ab.   | —     | —    |
| Mundial em Estrada     | Mundial em Estrada     | —    | —    | —    | —    | —    | Ab.  | —    | Ab.  | 85.º  | 139.º | Ab.   | —     | —     | —     | —     | —     | —     | —    |
| Mundial Contrarrelógio | Mundial Contrarrelógio | —    | —    | 32.º | —    | 28.º | 30.º | 2.º  | 15.º | 26.º  | 13.º  | 12.º  | —     | 28.º  | —     | —     | —     | —     | —    |

—: não participa

Ab.: abandono

## Equipas
- Mercury-Viatel (2001)[6]
- Prime Alliance Cycling Team (2002-2003)
- Symmetrics Cycling Team (2005-2008)
- Garmin (2009-2010)
  - Garmin-Slipstream (2009)
  - Garmin-Transitions (2010)
- SpiderTech powered by C10 (2011)
- Orica/Mitchelton (2012-2018)
  - Orica-GreenEDGE (2012-2016)
  - Orica-BikeExchange (2016)
  - Orica-Scott (2017)
  - Mitchelton-Scott (2018)
- Rally UHC Cycling (2019)